# Викандер, Алисия
Али́сия Ама́нда Вика́ндер (швед. Alicia Amanda Vikander, род. 3 октября 1988, Гётеборг) — шведская актриса кино и телевидения, танцовщица и продюсер. Обладательница премии «Оскар» за лучшую женскую роль второго плана и премии Гильдии киноактёров США за роль художницы Герды Вегенер в биографической драме «Девушка из Дании». Также известна благодаря ролям в таких картинах, как «Воспоминания о будущем», «Агенты А.Н.К.Л.», «Из машины», «Джейсон Борн» и «Tomb Raider: Лара Крофт».

## Биография
Родилась в Гётеборге в семье театральной актрисы Марии Викандер (1951—2022) и врача-психиатра Сванте Викандера. Родители расстались, когда Алисии Викандер было 2 месяца, её воспитывала мать. Со стороны отца у актрисы пять единокровных братьев и сестёр. По словам Викандер, её детство было прекрасным: для своей матери она была единственной, но при этом была окружена большой семьёй, так как каждую вторую неделю навещала дом отца. Алисия на четверть финка. Её двоюродная бабушка по материнской линии переехала из Финляндии в Швецию, спасаясь от Второй мировой войны.
Актёрская карьера Викандер началась, когда ей было 7 лет. Девочка выступила на сцене Гётеборгской оперы. Позже она играла на этой сцене в таких мюзиклах, как «Звуки музыки» и «Отверженные». В 1997 году Викандер выиграла в детском телевизионном певческом шоу. С 9 лет она посещала уроки балета, а переехав в 15 лет из Гётеборга в Стокгольм, поступила в Королевскую балетную школу Швеции, которую окончила в 2007 году. Одно время училась и в Американской академии балета в Нью-Йорке.
В 16 лет Викандер бросила школу ради съёмок в сериале. Развитию танцевальной карьеры помешали травмы. Позже поступила в юридическую школу, но так ни разу её не посетила.
Викандер начинала со съёмок в короткометражках и на телевидении. Карьера начала набирать обороты с 2010 года. Снявшись в фильме «К чему-то прекрасному», Викандер получила премию «Золотой жук» за лучшую женскую роль, а также премии Стокгольмского и Берлинского кинофестивалей. Викандер заинтересовались в Великобритании, а в скором времени она заключила контракт с американским агентством United Talent Agency.

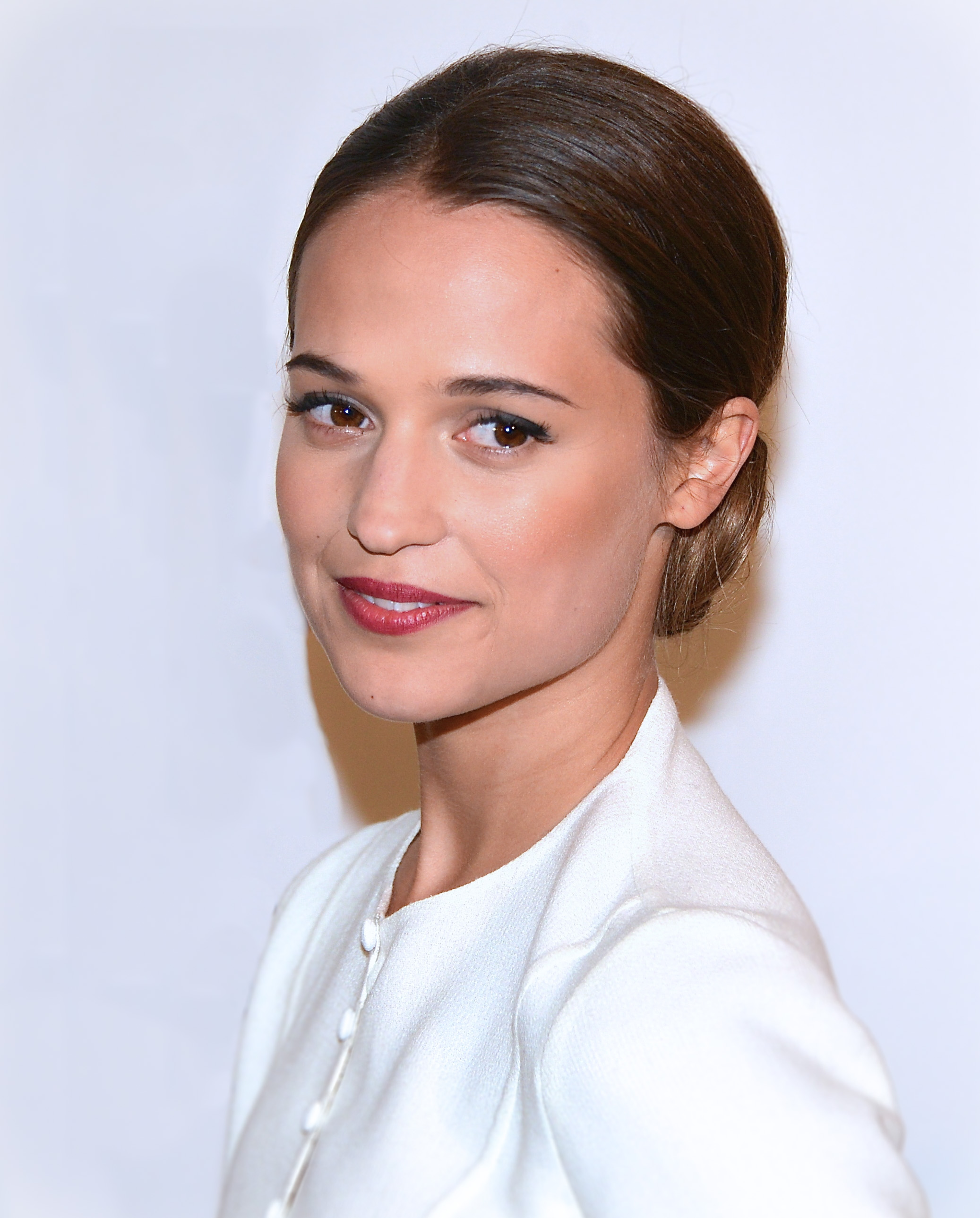
Викандер на церемонии вручения наград Guldbagge Awards, 2013 год

В 2011 году Викандер исполнила роль королевы Каролины в фильме «Королевский роман», где её партнёром стал Мадс Миккельсен; в 2012 году сыграла Кити в новой экранизации романа «Анна Каренина» в компании таких актёров, как Кира Найтли, Джуд Лоу и Аарон Тейлор-Джонсон. Фильм частично снимался в России, недалеко от Санкт-Петербурга. И, по словам Викандер, эти съёмки оставили ей очень яркие впечатления. Температура опустилась до −40 °C, и в течение пяти дней она оставалась в доме, где не было горячей воды, а вместо кроватей стояли скамейки. Российские охранники защищали Викандер и Донала Глисона от волков и медведей.
В 2013 году Викандер была номинирована на премию BAFTA как «Восходящая звезда». В 2013—2014 годах она снялась в фильмах «Пятая власть» с Бенедиктом Камбербэтчем в роли Джулиана Ассанжа, «Воспоминания о будущем», где её партнёрами выступили Кит Харингтон и Тэрон Эджертон и «Седьмой сын» — фэнтези Сергея Бодрова-старшего, где Викандер сыграла получеловека-полуведьму. В 2014 году Викандер участвовала в съёмках комедийного боевика Гая Ричи «Агенты А.Н.К.Л.». В этом же году вышел научно-фантастический фильм «Из машины», в котором Викандер исполнила роль робота Авы, обладающего искусственным интеллектом. За свою игру актриса была номинирована на «Золотой глобус» и премию BAFTA.
В 2015 году Викандер сыграла художницу Герду Вегенер в фильме «Девушка из Дании» режиссёра Тома Хупера. Роль принесла ей премии «SAG Awards» и «Оскар» за лучшую женскую роль второго плана. Викандер стала второй шведской актрисой, удостоенной этой награды.
С 2015 по 2017 год Викандер снималась в фильмах «Шеф Адам Джонс», «Свет в океане», «Джейсон Борн», «Тюльпанная лихорадка», «Эйфория» и «Погружение», где её партнёром стал Джеймс Макэвой. Производством «Эйфории» занималась компания, основанная Викандер совместно с её агентом Чарльзом Кольером.
В 2018 году Викандер исполнила главную роль в приключенческом боевике «Tomb Raider: Лара Крофт», основанном на перезапуске серии игр Tomb Raider.
В 2020 году она сыграла молодую Глорию Стайнем в биографической драме «Глории» режиссера Джули Теймор, мировая премьера которой состоялась на кинофестивале Сандэнс в январе 2020 года. Затем Викандер снялась в средневековой фантазии «Легенда о Зелёном рыцаре» режиссера Дэвида Лоури, выпущенной A24. Она также сыграла главную роль в триллере «Беккет» режиссера Фердинандо Цито Филомарино и продюсера Луки Гуаданьино, и драме «Синий залив» режиссера Джастина Чон.
В марте 2023 года стало известно, что актриса снимется с Майклом Фассбендером в новой картине На Хончжина.

## Личная жизнь
Проживает в Северном Лондоне.

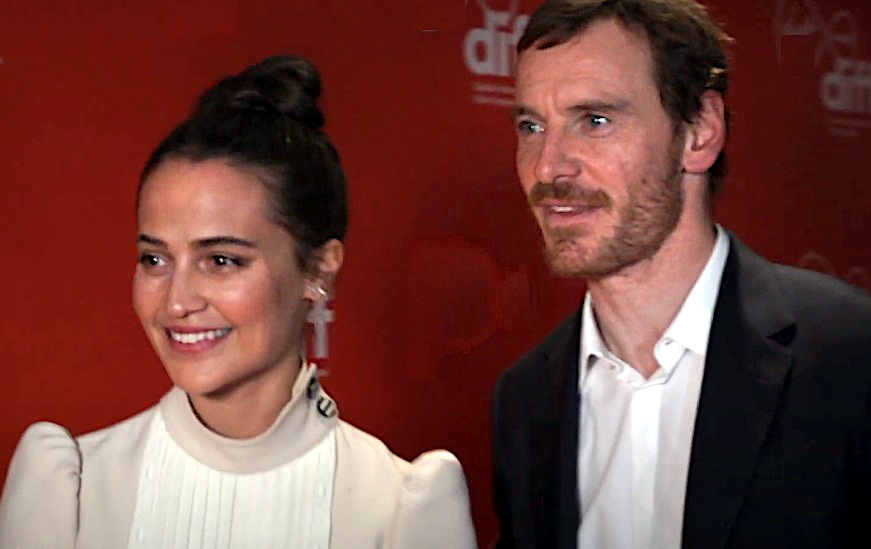
Алисия Викандер и Майкл Фассбендер на международном кинофестивале Virgin Media в Дублине, 2020 год

С 14 октября 2017 года замужем за актёром Майклом Фассбендером. Они познакомились на съёмках фильма «Свет в океане», в котором играли супружескую пару. Супруги живут в Лиссабоне. В 2021 году у пары родился сын. В 2024 году у них родился второй сын.
Викандер называет себя феминисткой и выступает за гендерное равенство в кино.
10 ноября 2017 года Викандер была одной из 584 женщин, которые призвали шведскую индустрию кино и театра бороться с тем, что, по их утверждению, является «культурой сексуальных домогательств». Она поставила свою подпись под открытым письмом, опубликованным в шведской газете Svenska Dagbladet. В письме содержались многочисленные анонимные сообщения о сексуальных домогательствах, нападениях и изнасилованиях, которым подвергались женщины в шведской индустрии. Согласно переводу письма, опубликованному англоязычным шведским изданием The Local, подписанты поклялись, что они больше не будут молчать. После публикации письма шведская пресса сообщила, что министр культуры Элис Бах Кунке созвала встречу руководителей Национальной театральной труппы Швеции, Королевского драматического театра и Королевской шведской оперы.

## Фильмография
| Год       |     | Русское название                        | Оригинальное название               | Роль                       |
| --------- | --- | --------------------------------------- | ----------------------------------- | -------------------------- |
| 2002      | тф  |                                         | Min balsamerade mor                 | Эбба                       |
| 2003      | с   | Остров в море                           | En ö i havet                        | Суси                       |
| 2005      | с   | Декабрьская мечта                       | En decemberdröm                     | Тони                       |
| 2006      | кор |                                         | Standing Outside Doors              | Алисия                     |
| 2007—2008 | с   | Ева Хёёк                                | Höök                                | Катарина                   |
| 2007      | ф   | Дождь                                   | The Rain                            | танцовщица                 |
| 2007      | кор | Темнота истины                          | Sanningens mörker                   | Сандра Свенссон            |
| 2007      | с   |                                         | Levande föda                        | Линда                      |
| 2007—2008 | с   | Второе направление                      | Andra Avenyn                        | Жоссан                     |
| 2008      | ф   | Моё имя — Любовь                        | Love                                | Фредрика                   |
| 2009      | ф   | Тоска Сьюзан                            | Susans längtan                      | девушка в квартире         |
| 2010      | ф   | К чему-то прекрасному                   | Till det som är vackert             | Катарина                   |
| 2011      | кор |                                         | Jeu de chiennes                     | девушка из Швеции          |
| 2011      | ф   | Королевские драгоценности               | Kronjuvelerna                       | Фрагансия Фернандес        |
| 2012      | ф   | Королевский роман                       | En kongelig affære                  | Каролина Матильда          |
| 2012      | ф   | Анна Каренина                           | Anna Karenina                       | Кити                       |
| 2013      | ф   | Отель                                   | Hotell                              | Эрика                      |
| 2013      | ф   | Пятая власть                            | The Fifth Estate                    | Анке Домшайт-Берг          |
| 2014      | ф   | Молодая кровь                           | Son of a Gun                        | Натали / Таша              |
| 2014      | ф   | Воспоминания о будущем                  | Testament of Youth                  | Вера Бриттен               |
| 2014      | ф   | Седьмой сын                             | Seventh Son                         | Элис Дин                   |
| 2015      | ф   | Агенты А.Н.К.Л.                         | The Man from U.N.C.L.E.             | Габи Теллер                |
| 2015      | ф   | Из машины                               | Ex Machina                          | Ава                        |
| 2015      | док | Ингрид Бергман: В её собственных словах | Jag är Ingrid                       | озвучивание Ингрид Бергман |
| 2015      | ф   | Девушка из Дании                        | The Danish Girl                     | Герда Вегенер              |
| 2015      | ф   | Шеф Адам Джонс                          | Burnt                               | Анна Мари                  |
| 2015      | кор |                                         | The Magic Diner                     | камео                      |
| 2016      | ф   | Свет в океане                           | The Light Between Oceans            | Изабель Шерборн            |
| 2016      | ф   | Джейсон Борн                            | Jason Bourne                        | Хизер Ли                   |
| 2017      | ф   | Тюльпанная лихорадка                    | Tulip Fever                         | София / Sophia             |
| 2017      | мф  | Птицы, как мы                           | Birds Like Us                       | озвучивание Huppu          |
| 2017      | ф   | Эйфория                                 | Euphoria                            | Инес                       |
| 2017      | ф   | Погружение                              | Submergence                         | Даниэль Флиндерс           |
| 2017      | кор |                                         | Louis Vuitton: Cruise 2018          | девушка                    |
| 2017      | мф  | Муми-тролли и зимняя сказка             | Muumien taikatalvi                  | озвучивание Малышки Мю     |
| 2018      | кор |                                         | The Magic Diner Pt.II               | камео                      |
| 2018      | ф   | Tomb Raider: Лара Крофт                 | Tomb Raider                         | Лара Крофт                 |
| 2018      | док | Антропоцен: Эпоха людей                 | Anthropocene: The Human Epoch       | рассказчик                 |
| 2019      | кор | Один день красного носа и свадьба       | Red Nose Day 2019                   | Фейт                       |
| 2019      | кор |                                         | Troll                               |                            |
| 2019      | кор |                                         | I Am Easy to Find                   | женщина                    |
| 2019      | с   | Тёмный кристалл: Эпоха сопротивления    | The Dark Crystal: Age of Resistance | Мира                       |
| 2019      | ф   | Предвестник землетрясения               | The Earthquake Bird                 | Люси Флай                  |
| 2020      | ф   | Глории                                  | The Glorias                         | 20-летняя Глория Стайнем   |
| 2021      | док |                                         | Corona Film Club                    | играет саму себя           |
| 2021      | ф   | Синий залив                             | Blue Bayou                          | Кэти Леблан                |
| 2021      | ф   | Легенда о Зелёном рыцаре                | Green Knight                        | Леди / Эссель              |
| 2021      | ф   | Беккет                                  | Beckett                             | Эйприл                     |
| 2022      | с   | Ирма Веп                                | Irma Vep                            | Мира                       |
| 2023      | ф   | Подстрекательница                       | Firebrand                           | Екатерина Парр             |
| 2024      | ф   | Слухи                                   | Rumours                             | Селестина Спроул           |
| 2024      | ф   | Оценка                                  | The Assessment                      | Вирджиния                  |
| 2026      | ф   | Надежда                                 | Hope                                |                            |
|           | ф   | Кремлёвский волшебник                   | The Wizard of the Kremlin           | Ксения                     |